# Diwan Faukani
Diwan Faukani (arab. ديوان فوقاني) – wieś w Syrii, w muhafazie Aleppo, w dystrykcie Afrin. W 2004 roku liczyła 208 mieszkańców.